# CNIH4
CNIH4 (англ. Cornichon family AMPA receptor auxiliary protein 4) – білок, який кодується однойменним геном, розташованим у людей на короткому плечі 1-ї хромосоми.  Довжина поліпептидного ланцюга білка становить 139 амінокислот, а молекулярна маса — 16 093.
| 10         |  | 20         |  | 30         |  | 40         |  | 50         |
| ---------- |  | ---------- |  | ---------- |  | ---------- |  | ---------- |
| MEAVVFVFSL |  | LDCCALIFLS |  | VYFIITLSDL |  | ECDYINARSC |  | CSKLNKWVIP |
| ELIGHTIVTV |  | LLLMSLHWFI |  | FLLNLPVATW |  | NIYRYIMVPS |  | GNMGVFDPTE |
| IHNRGQLKSH |  | MKEAMIKLGF |  | HLLCFFMYLY |  | SMILALIND  |  |            |

A: Аланін

C: Цистеїн

D: Аспарагінова кислота

E: Глутамінова кислота

F: Фенілаланін

G: Гліцин

H: Гістидин

I: Ізолейцин

K: Лізин

L: Лейцин

M: Метіонін

N: Аспарагін

P: Пролін

Q: Глутамін

R: Аргінін

S: Серин

T: Треонін

V: Валін

W: Триптофан

Задіяний у таких біологічних процесах як транспорт, транспорт білків, транспорт між ендоплазматичним ретикулумом і апаратом Гольджі, поліморфізм, альтернативний сплайсинг. 
Локалізований у мембрані, ендоплазматичному ретикулумі.